# После полуночи

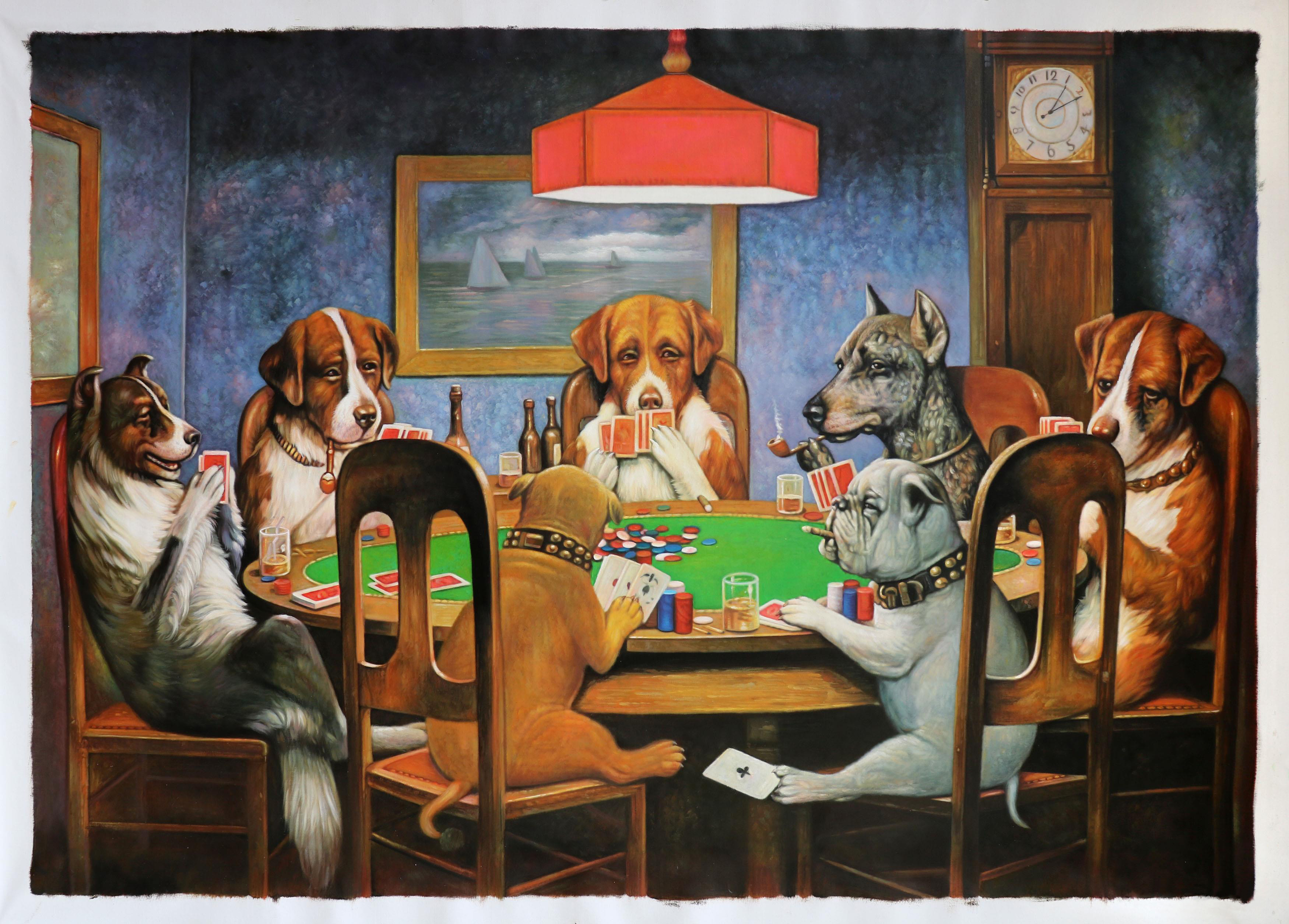
Картина из серии «Собаки, играющие в покер» Кассия Кулиджа, 1903 год. Часы на заднем плане показывают десять минут второго часа пополуночи

По́сле полу́ночи (пополу́ночи, послеполу́ночное вре́мя, за́ полночь; сокр. ппн.) — устойчивая языковая форма, обозначающая время суток, следующее после двенадцати часов ночи и предшествующее рассвету или предрассветним сумеркам (условно оканчивается около 4 часов ночи). В русском языке используется ещё выражение «вторая половина ночи». В английском языке это время определяется словосочетанием after midnight.

## История
В Древнем Риме тёмное время суток делилось на 12 часов, объединённых в четыре части по три часа в каждой; так называемые «стражи», послеполуночным временем считался третий квартал ночи, охватывающий период с полуночи до конца «девятого часа ночи». Это деление утратило своё значение лишь в конце Средневековья, после того, как возобладало неизменное деление суток на 24 часа равной продолжительности.

## Отражение в культуре
Людей, засиживающихся за экранами телевизоров или компьютеров после полуночи, а также тех, кто не ложится спать до поздней ночи, бродит или работает в это время, называют «полуночниками».
Традиционно, в европейской культуре время от полуночи до пения петухов считалось временем разгула нечистой силы, что в частности нашло своё комичное отражение в рассказе «Фантасмагории в Бременском винном погребке» Вильгельма Гауфа, и трагичное отражение — в повести «Вий» Н. В. Гоголя.
Вторая половина ночи встречается как сюжетная часть в литературе, искусстве, музыке и кинематографе — от рассказа Рэя Брэдбери «Далеко за полночь» до названий песен, музыкальных групп и кинофильмов, к примеру, фильм «После полуночи» режиссёра Яна Элиасберга, снятый им в 1991 году.